# Zone C (Territoires palestiniens)
La zone C (en hébreu : שטח C) est une division administrative de la Cisjordanie, en Palestine, entièrement sous occupation israélienne. Elle a été définie par l'accord Oslo II de 1995, et représente 61 à 62 % du territoire de la Cisjordanie. La population juive des 135 colonies israéliennes implantées dans la zone C est sous l'administration du district israélien de Judée et Samarie, tandis que la population palestinienne est directement administrée par le coordinateur des activités gouvernementales dans les territoires et indirectement par l'Autorité palestinienne à Ramallah. L'Autorité palestinienne est responsable des services médicaux et éducatifs des Palestiniens de la zone C, tandis que la construction des infrastructures est faite par Israël. La zone C, à l'exclusion de Jérusalem-Est, comprend une population de 385 900 colons israéliens, en 2016, répartis dans 135 colonies, et environ 300 000 Palestiniens, en 2014.
La communauté internationale considère que les implantations dans les territoires occupés sont illégales, et l’Organisation des Nations unies a affirmé à plusieurs reprises que la construction de colonies de peuplement par Israël constitue une violation de la quatrième Convention de Genève. Israël conteste la position de la communauté internationale et les arguments juridiques qui ont été utilisés pour déclarer les colonies illégales.

## Histoire
L’Administration civile israélienne est créée par le gouvernement d’Israël en 1981 afin de s’assurer les fonctions administratives dans les Territoires occupés par Israël, depuis 1967. Bien que formellement séparée, elle est subordonnée à l'Armée israélienne et au Shin Bet,. L’administration civile fait partie d’une entité plus vaste connue sous le nom de coordonnateur des activités gouvernementales dans les territoires (COGAT), qui est une unité du Ministère israélien de la Défense. Ses fonctions ont été largement reprises par l'Autorité nationale palestinienne, en 1994, mais elle poursuit toujours une gestion partielle de la population palestinienne, dans la zone C de Cisjordanie, et de coordination avec le gouvernement palestinien.

## Accords d'Oslo
En 1995, l'Accord intérimaire sur la Cisjordanie et la bande de Gaza, également appelé Oslo II, divise la Cisjordanie en trois zones administratives : les zones A, B et C. Ces zones distinctes se voient attribuer un statut différent selon l’autonomie des Palestiniens locaux par l’ Autorité palestinienne, jusqu'à ce qu'un accord de statut final soit établi.
Les zones A et B sont choisies de manière à n'inclure que des Palestiniens, en traçant des lignes autour des centres de population palestiniens au moment de la signature de l’accord. La zone C est définie comme « des zones de la Cisjordanie situées en dehors des zones A et B, qui, à l'exception des questions qui seront négociées lors des négociations sur le statut permanent, seront progressivement transférées à la juridiction palestinienne conformément à cet accord ». La zone A représente environ 18 % de la Cisjordanie et la zone B environ 22 %, qui comprennent toutes deux quelque 2,8 millions de Palestiniens.
En 1995, lors de la première phase, la zone C représentait initialement autour de 72–74% de la Cisjordanie. À la suite des accords de Wye Plantation, de 1998, Israël doit se retirer d'environ 13% supplémentaires de la zone C, vers la zone B, ce qui a officiellement réduit la zone C à environ 61% de la Cisjordanie,. Cependant Israël, se retire de seulement 2% de la Zone C et lors de l'opération Rempart, en 2002, l'Armée israélienne réoccupe tout le territoire. En 2013, la zone C comprend officiellement environ 63% de la Cisjordanie, avec les colonies, les avant-postes et les terres d'État. Jérusalem-Est, le no man's land et de la partie palestinienne de la mer Morte font également partie du pourcentage.

## Géographie et ressources

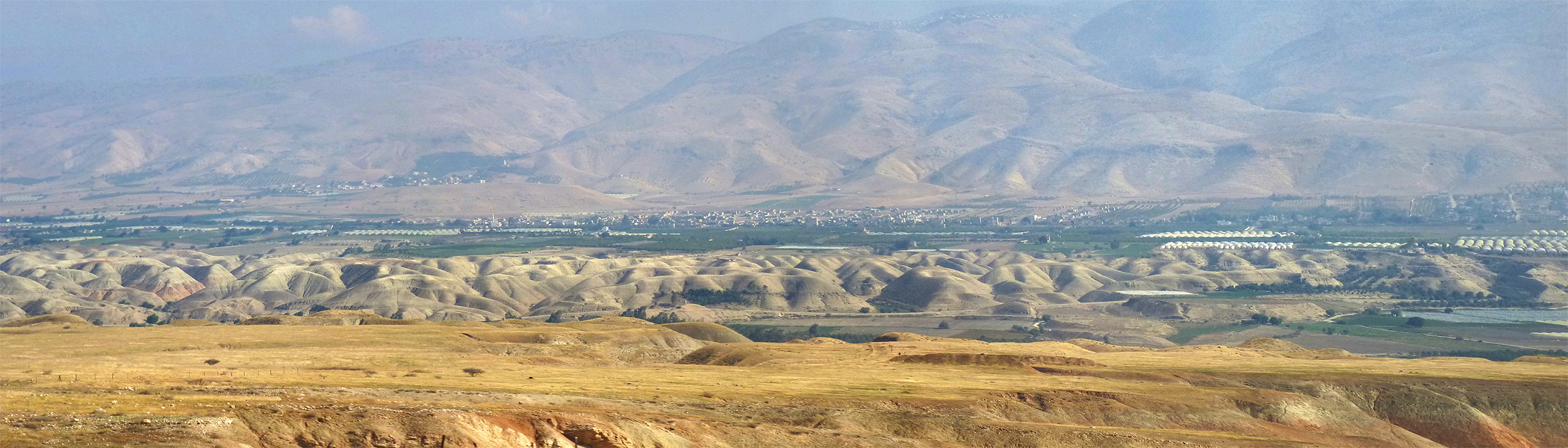
La vallée du Jourdain, vue depuis le côté palestinien.

La zone C est richement dotée de ressources naturelles, notamment de terres agricoles et de pâturages palestiniens. C'est la seule partie contiguë de la Cisjordanie, de sorte que tous les projets à grande échelle, impliquent des travaux dans la zone C.

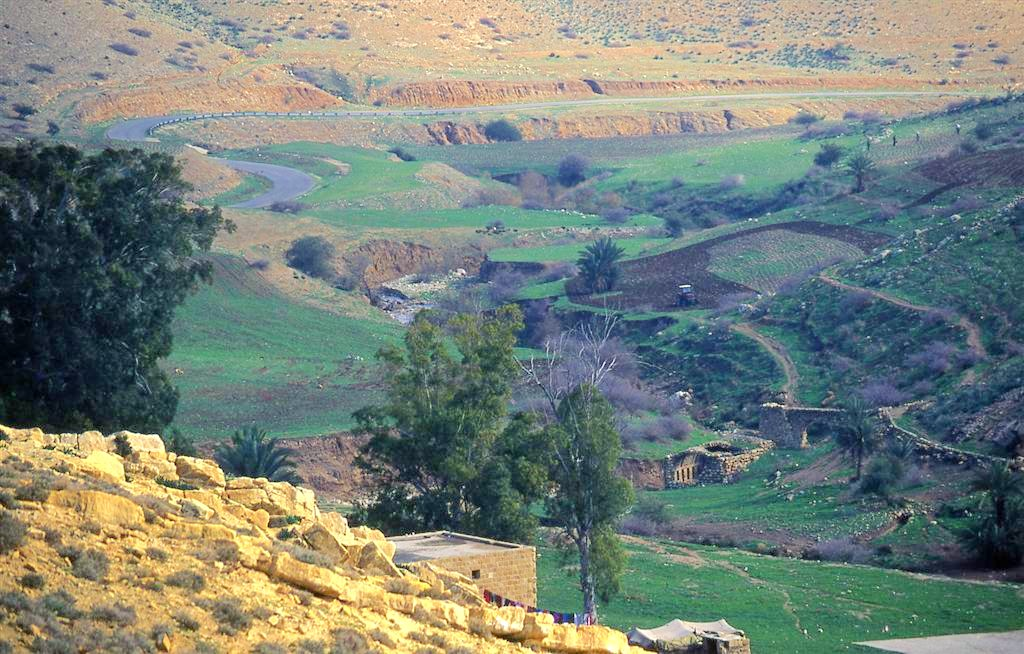
La vallée de l'oued de Wadi al-Maleh (en).
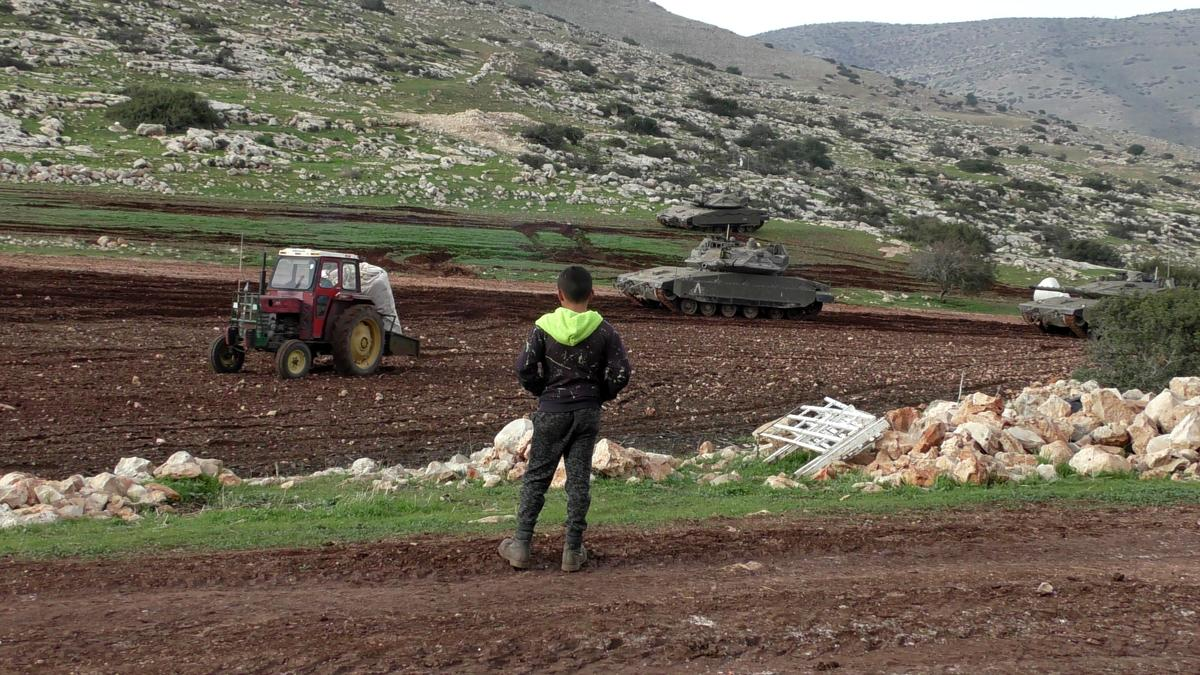
Entraînement de chars israéliens dans les champs du village palestinien de Khirbet Ibziq, décembre 2021.
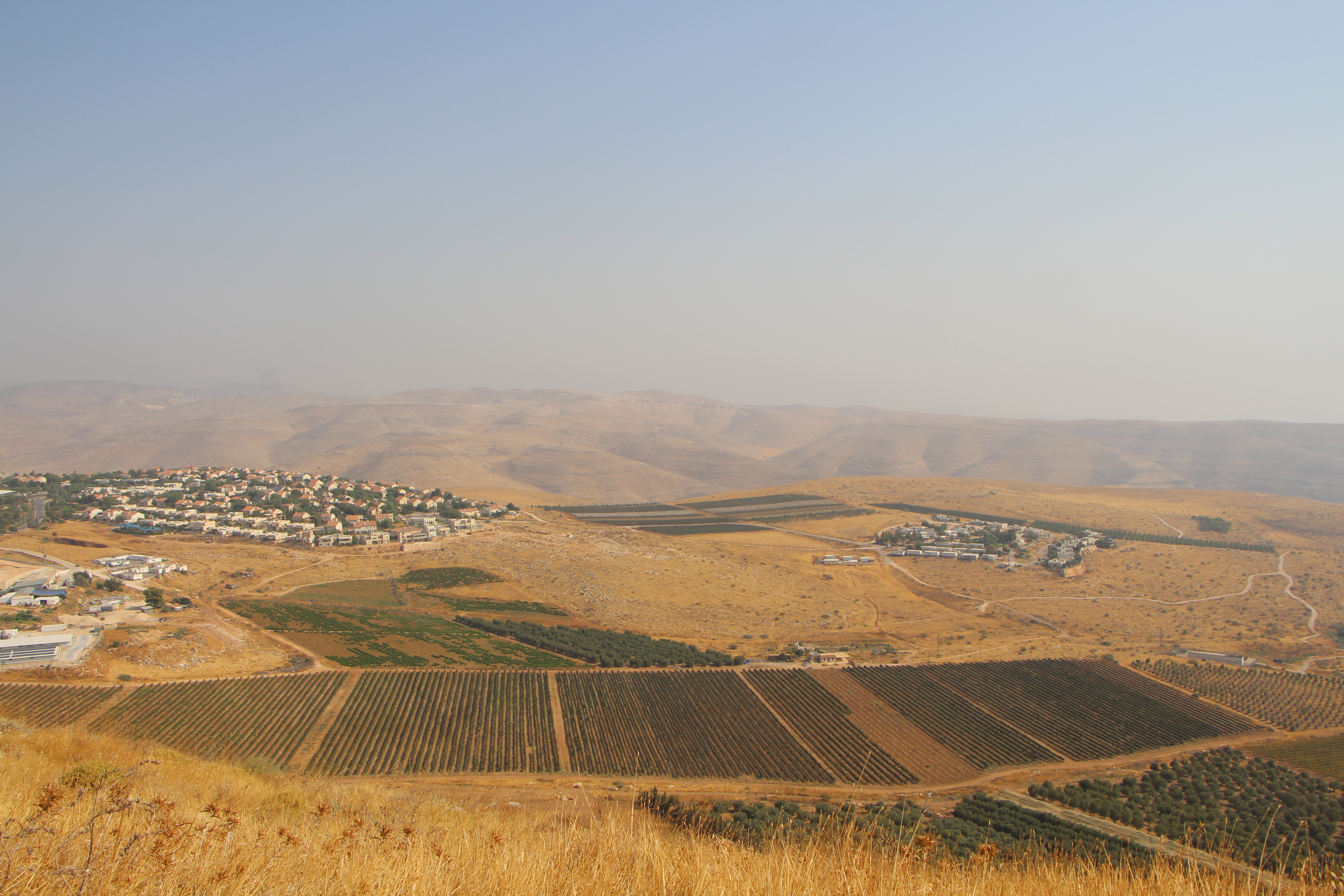
Vignoble de la colonie israélienne de Kokhav HaShahar, en Cisjordanie occupée, 8 septembre 2020.

## Colonisation israélienne et politique du logement

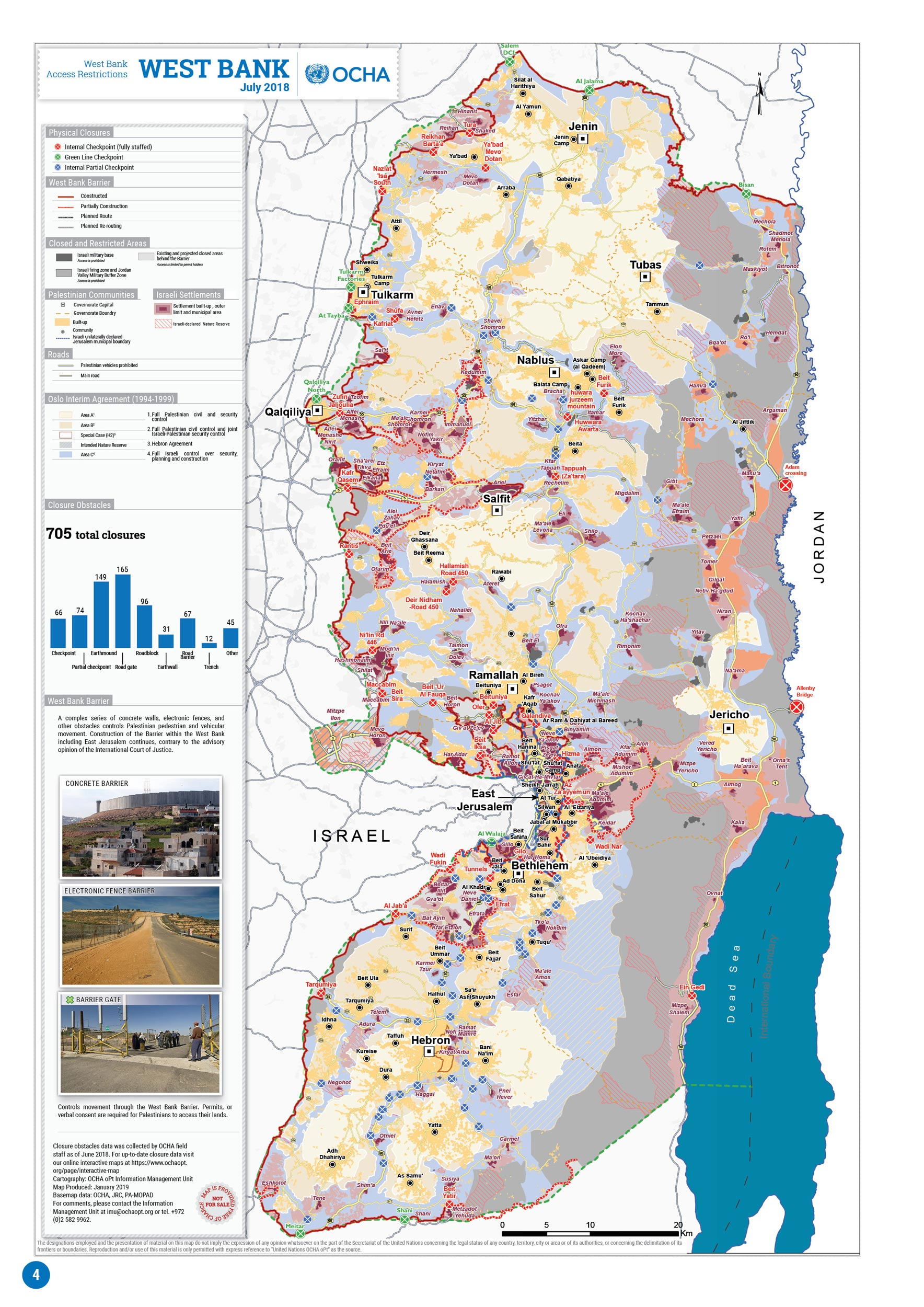
Carte de la situation en 2018 : territoires entièrement administrés civilement par l'autorité palestinienne (en beige clair), territoires partiellement administrés par l'autorité palestinienne (en beige foncé) et territoires administrés uniquement par Israël (en bleu clair et en gris), colonies israéliennes (en magenta). En tirets verts : la ligne verte de 1949. Ligne rouge (continu ou en pointillé) : mur de séparation construit par Israël.

La zone C, à l'exclusion de Jérusalem-Est, abrite, en 2016, 385 900 colons israéliens et environ 300 000 Palestiniens, en 2014. Selon le Conseil norvégien pour les réfugiés (en), les régimes de planification et de zonage israéliens de la zone C interdisent toute construction palestinienne dans pratiquement 70% de la zone et rendent l'obtention de permis, dans les 30% restants, presque impossible.

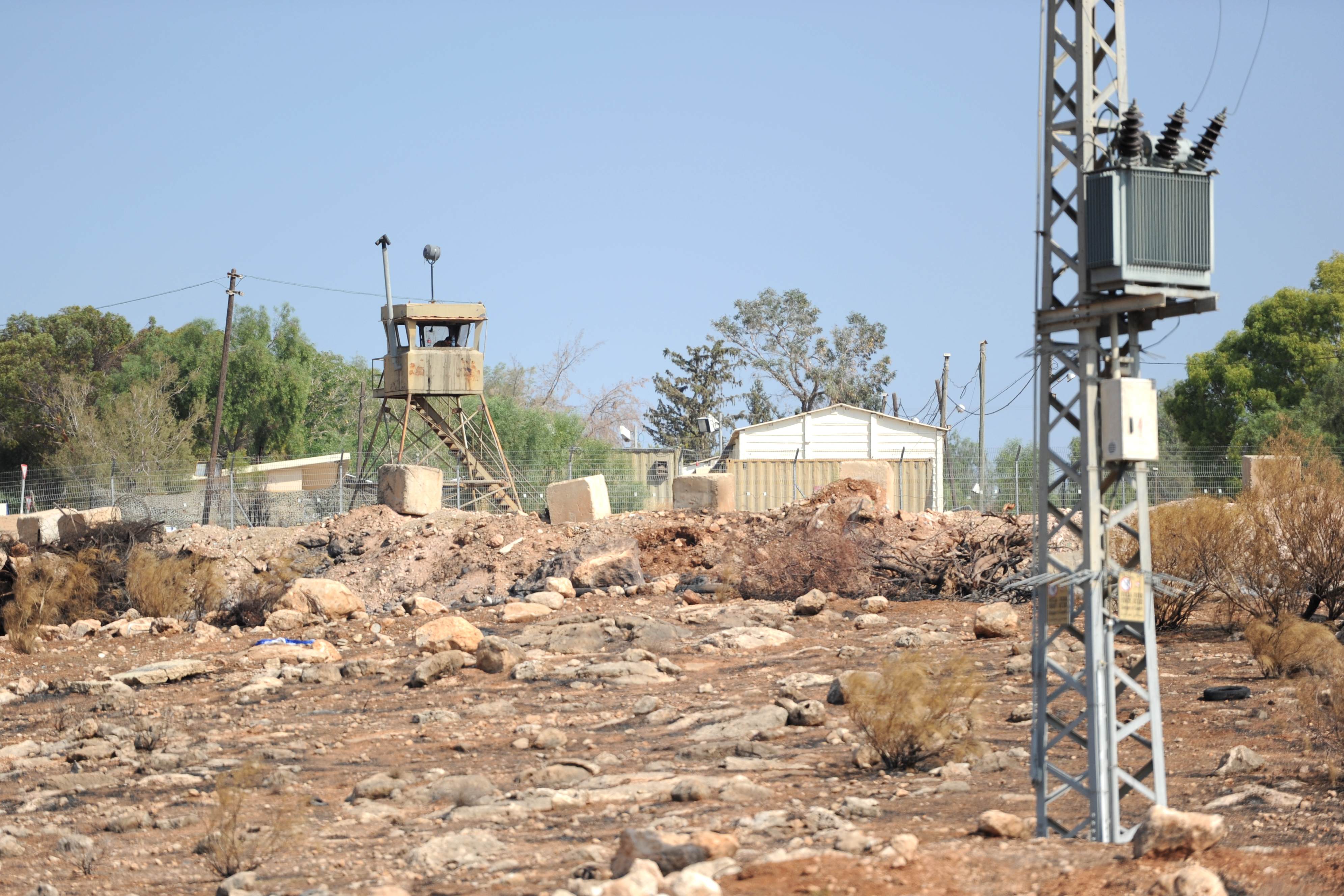
La colonie israélienne de Ma'ale Efrayim dans la vallée du Jourdain, août 2011.
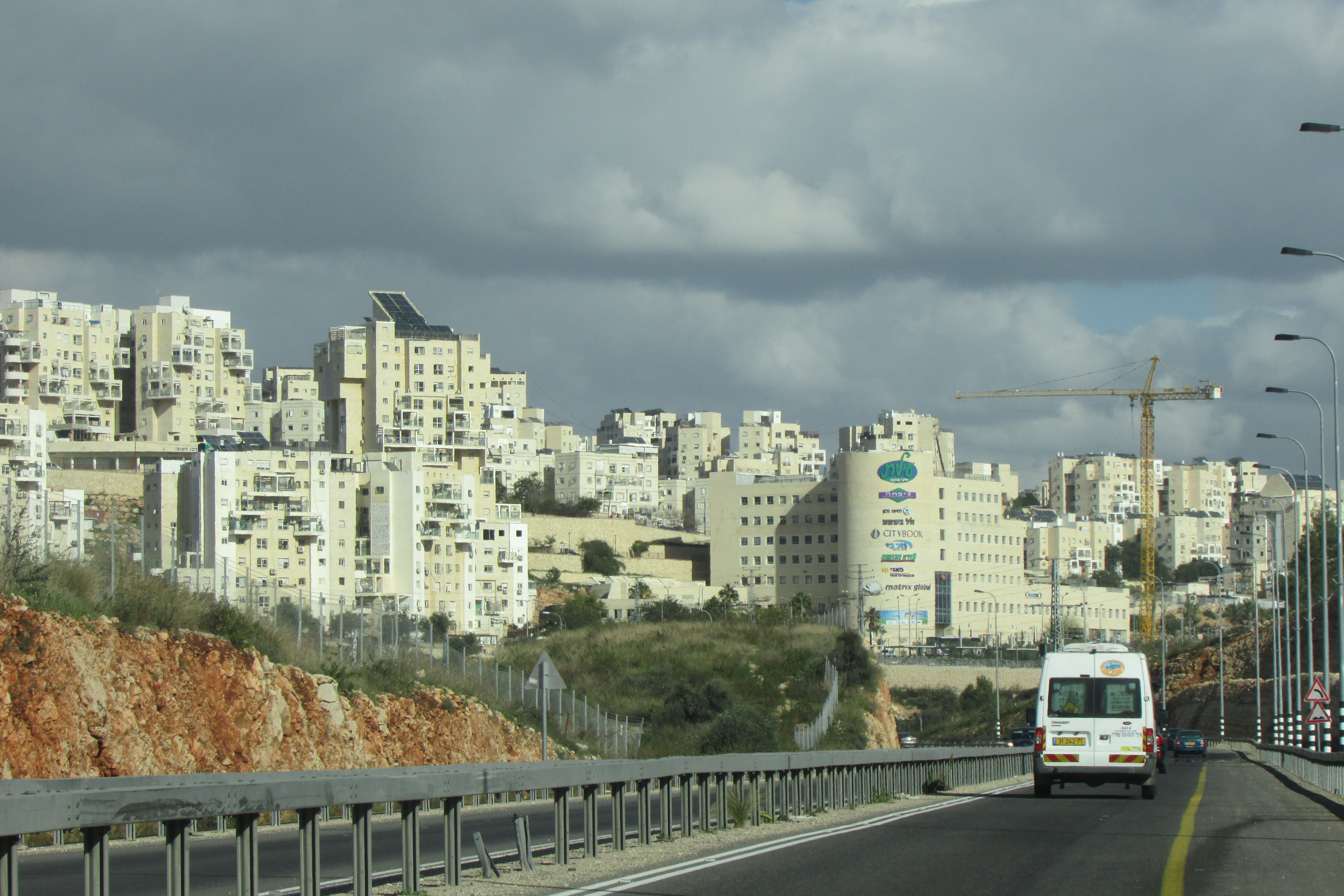
La colonie israélienne de Modiin Illit, en janvier 2016.